# Xestochironomus nebulosus
Xestochironomus nebulosus är en tvåvingeart som beskrevs av James E. Sublette och Wirth 1972. Xestochironomus nebulosus ingår i släktet Xestochironomus och familjen fjädermyggor. Inga underarter finns listade i Catalogue of Life.